# 岸田哲平
岸田 哲平（きしだ てっぺい、1977年7月4日 - ）は、日本の男性写真家。日本の音楽シーンを中心に活動するライブカメラマン。広島県広島市出身。

## 来歴
1977年7月4日に広島県広島市で産まれる。実家は本通商店街で「キシダ写真館」を経営していた。
1995年　広島県立広島国泰寺高等学校卒業後、ビジュアルアーツ専門学校・大阪校に進学。
1996年　専門2年生の時からライブ写真を撮り始める。
1997年6月2日　ANGRY FIST TOUR広島ナミキジャンクション公演でHi-STANDARDを初めて撮影し、その打ち上げで恒岡章に誘われて翌週の大阪ベイサイドジェニーも撮影をする。
1998年　EAT magazine 3・4月号の表紙に写真が使われる。アーティストはLIMP BIZKIT。
　　7月　ワープド・ツアーにHi-STANDARD出演し、自費で同行した。
1999年　上京し、親戚の紹介で四谷三丁目のアパートに住む。
2005年　ハロルド作石の漫画BECK23巻以降登場するカメラマン「岸田桔平」のモデルとなる。
2007年　Daisuke Hongolianからの誘いでアート集団「Nikivision」を結成。数々のMVを作る。
2015年3月27日　写真集「横山健-岸田哲平編-」発売。
2018年7月17日　写真集「SUNNY DAYS Hi-STANDARD」発売。
全国7都市で写真展「SUNNY DAYS TEPPEI KISHIDA×Hi-STANDARD PHOTO EXHIBITION」開催。
2021年4月2日　オンライン・ギャラリー「MOMENT」をオープン。
2025年7月29日~9月28日　下瀬美術館「被爆80年特別企画 HIROSHIMA2045 過去と現在を未来に繋ぐ」に写真展示。

## エピソード
- 実家は本通商店街で「キシダ写真館」を経営、祖父は原爆投下翌日の広島市街の惨状を撮影し、2005年にはニューヨーク・タイムズへ掲載された岸田貢宜。祖父の写真を長年銀行の貸金庫で保管されてきたネガ30枚を2018年、広島平和記念資料館に寄贈した[2]。広島医師会館やイズミ資料館などの被爆展示にて写真が利用され、「撮影：岸田貢宜　提供：岸田哲平」と記載されている。
- 祖父が被爆翌日である1945年8月7日に福屋屋上から撮影したパノラマ写真を、2013年8月7日と2024年8月7日に同じアングルから撮影しており、祖父の写真とセットで展示されたり、コラボした作品が2点制作されている。2013年版はDaisuke Hongolian(BBQ CHICKENS)によるコラボレーション・アートワークに使用。写真を繋ぎ合せたデザインに「Peace, Love & Understanding」(英国のロックミュージシャン「Nick Lowe」の代表曲)とメッセージが描かれており、広島クラブクアトロ内喫煙室壁面で鑑賞可能。2024年版は河村康輔がコラージュし、下瀬美術館と広島テレビ共同主催の「被爆80年特別企画 HIROSHIMA2045 過去と現在を未来に繋ぐ[3]」にて初公開。

- 専門2年生の時からライブ写真を撮り始める。大阪のハードコアバンドの方々やCOKEHEAD HIPSTERS等を撮影し、ポートフォリオの内容を増やしていく。この頃はライブハウスで撮影してるカメラマンはまだ少なく、撮影した写真を専門学校でモノクロの六切サイズにプリントしてアーティストに渡していた。最初のライブ撮影はパンクバンドSHERBETの対バンで出演していたHUSKING BEE[4]。

- 1966年9月、大阪ベイサイドジェニーで初めてHi-STANDARDを観る。1997年6月2日にHi-STANDARDがANGRY FIST TOURで広島ナミキジャンクションに来るのを知り、広島の老舗レコードショップ「DISK SHOP Misery」のGUYさんに写真撮影で入れるようお願いして、撮影はメンバーに聞いてからと言う条件付きでスタッフパスをゲットする。そしてリハーサル前にポートフォリオをメンバーに見てもらい、撮影の許可を得る。撮影後の打ち上げに恒岡章が参加してくれ、「大阪に住んでるんだったら大阪も来なよ」と言ってもらう。数日後、学校の暗室でモノクロプリントをしてる最中に携帯電話が鳴り、ツネさんから大阪撮影の知らせをもらう。ビックリ嬉しくて、暗室の電気を付けそうになった。Hi-STANDARD初撮影を「ライブ前に難波さんと楽屋外の階段で話したり、”KIDS達”の自分にとって夢のようだった。もしライブの写真が良くなくても、もう満足お腹いっぱいみたいな状態だった（笑）ちなみに、健さんは「なんだコイツ」と思っていたそう（猛爆）」と振り返っている[4][5][6]。

- Hi-STANDARDに同行でWARPED TOURへ参加した際の思い出として、「ハイウェイで移動中、健さんから「もうツアーも終わってオレ達帰るけど、お前、ハイスタに付いて来てハイスタで帰るのか？？」から始まり、「上のカメラマンさんとか修羅場くぐってるよ。このままWARPED TOUR残ったら？」という話が出る。今だったら悪ノリの冗談だったと思えるが、その時の自分は「この一週間後にオズフェスとワープツアーが合体する日があるし。オズフェスにTOOL出るし」と思い、ダメモトでWARPED TOURのスタッフに問い合わせた所、さすが自由の国アメリカ。スタッフバスに乗って良いよと言われる。喜び勇んで、難波さんと健さんに残る事を伝えると、「本当に残るんだ！！」と言われ、自分は「えー！」となる。それまで撮影してたフィルムをハウリング・ブル小杉さんに託し、「X線には出来るだけ通さないで下さい！」とも伝え、メンバーさん達から餞別の100ドルをもらい、Hi-STANDARDのツアー車を見送り、「ホンマに行ったんぢゃ」と電波少年的な気分を味わう。そして肝心のオズフェスは、いきなり来たなんだかよくわかんない日本人カメラマンにパスなど出るワケなく、撮影は出来なかった。アルバム「MAKING THE ROAD」のThanks欄の一番下に「Special No Thanks TeppeiKishida（Pay Us Back Money）」と書いてあるが、これはその時の餞別の事で、今も返してはいないwってか、借りを作っておきたいので、一生返さないと心に誓っているw」と振り返っている[4][5]。

## 出版
- 「横山健 岸田哲平編」発売日：2015/03/27　発売元：スペースシャワーブックス　ISBN：978-4-907435-52-3
- 「SUNNY DAYS Hi-STANDARD」発売日：2018/07/17　発売元：ぴあ　ISBN：978-4-8356-3851-5

## 出演

### 写真展
- 「Red Bull Studios Tokyo presents BEHIND THE TRACKS with artist: Hi-STANDARD × Teppei Kishida PHOTO EXHIBITION !!!!!!」2017/2/5　Red Bull Studios Tokyo
- 「SUNNY DAYS TEPPEI KISHIDA×Hi-STANDARD PHOTO EXHIBITION」2018　広島・新潟・大阪・仙台・名古屋・福岡・池袋にて開催。[7]
- 「被爆80年特別企画 HIROSHIMA2045 過去と現在を未来に繋ぐ」2025/7/29~9/28　下瀬美術館[3]

### イベント
- 2015/3/27「横山健 -岸田哲平編-」刊行記念トークライブ＠ロフトプラスワン
- 2018/3/9～3/11　「“SUNNY DAYS” POP-UP STORE -渋谷で3日間限定の写真集最速先行販売-」@GALLERY X BY PARCO
- 2018/3/16「岸田哲平のトーク&スライドショー」＠広島クラブクアトロ
- 2018/6/12　オフィシャルDJパーティー「SUNNY DAYS PARTY」 - DJ GODBIRDS（TEPPEI KISHIDA × GODBIRD）W.TRESOL

### ラジオ
- 2018/3/13　広島FM「DAYS!」[8]
- 2018/3/16　RCCラジオ「Canvas」
- 2018/4/29　FM-NIIGATA「難波章浩の今夜もCLOSE TO ME」
- 2018/5/2　FM802「802 RADIO MASTERS」[9]
- 2018/5/5　FM802「ROCK KIDS 802-FRIDAY＆SATURDAY」
- 2018/7/13　TOKYOFM 「スカイロケットカンパニー」PARCO Hot Seminarコーナー[5]
- 2018/10/16　TOKYO FM「SCHOOL OF LOCK!」ゲスト講師[6]
- 2019/1/3　RCCラジオ「ステレオレコーズ・カンドリタカアキの盤!盤!盤!」